# Diego Hernán González
Diego Hernán González (Lomas de Zamora, provincia de Buenos Aires, 9 de febrero de 1988), conocido como el Pulpo González, es un futbolista argentino que juega como volante. Su equipo actual es el San Martín de San Juan de la Liga Profesional Argentina.

## Trayectoria

### Lanús
A los 19 años de edad, el 12 de agosto de 2007, hizo su debut profesional en Lanús durante el Torneo Apertura, jugó los 90 minutos en el empate a un gol ante el Club Atlético Huracán. Participó en ocho partidos y su equipo terminó como campeón del torneo por primera vez en su historia. Su primer partido internacional fue el 6 de septiembre de 2007 durante la Copa Sudamericana, entró de cambio al minuto 72 por Sebastián Salomón en la derrota de su equipo ante Estudiantes de La Plata. Anotó su primer gol y doblete el 1 de marzo de 2008, en la derrota de su equipo ante Olimpo de Bahía Blanca por marcador de 3 a 2.
Durante la temporada 2008-09 se ganó la titularidad en el equipo, pero para los siguientes campeonatos fue relegado al banco de suplentes, motivo por el cual en 2010 fue enviado a préstamo por un año con Rosario Central, de la Primera B Nacional. Estuvo en el equipo durante seis meses y entonces retornó a Lanús debido a problemas con el director técnico, Héctor Rivoira.
Participó en el equipo que logró los subcampeonatos de los torneos Clausura 2011 e Inicial 2013. El 1 de abril de 2013 llegó a los 100 partidos de liga con Lanús. El 11 de diciembre se consagró campeón de la Copa Sudamericana 2013, al derrotar 3 a 1 en el marcador global a Ponte Preta. Obtuvo el subcampeonato de la Recopa Sudamericana 2014 tras la derrota de su equipo contra Atlético Mineiro.

### Santos Laguna
El 11 de diciembre de 2014 se anunció su traspaso al Club Santos Laguna de México junto con su compañero de equipo, Agustín Marchesín. Su primer partido con el equipo fue el 9 de enero de 2015 en la derrota como locales ante los Tiburones Rojos de Veracruz, jugó todo el partido y anotó su primer gol a los dos minutos de haber iniciado el partido. En su primer torneo en México registró seis goles y logró el campeonato al derrotar a Querétaro en la final por marcador global de 5-3, anotando un gol en la misma.

### Racing Club
En julio de 2016, el presidente de Racing Club, Víctor Blanco, confirmó la compra en 2 400 000 USD por el 100 % del pase, firmó un contrato por cuatro años, con opción a extenderlo por un año más.

### Boca Juniors
En octubre de 2020 firma contrato con Boca Juniors en condición de libre tras rescindir con Racing, luego de que el jugador sufriera una ruptura de ligamento anterior cruzado, durante cuya recuperación el jugador acusó «un mal manejo» por parte de la dirigencia del club. El 12 de diciembre de 2020 marcó su primer gol con la camiseta de Boca a los 30 minutos del primer tiempo, en La Bombonera, contra Arsenal de Sarandí.

## Estadísticas
Actualizado al último partido jugado el 28 de octubre de 2023.
| Club                            | Div.          | Temporada     | Liga  | Liga  | Liga   | Copas nacionales | Copas nacionales | Copas nacionales | Torneos internacionales | Torneos internacionales | Torneos internacionales | Total | Total | Total  |
| Club                            | Div.          | Temporada     | Part. | Goles | Asist. | Part.            | Goles            | Asist.           | Part.                   | Goles                   | Asist.                  | Part. | Goles | Asist. |
| ------------------------------- | ------------- | ------------- | ----- | ----- | ------ | ---------------- | ---------------- | ---------------- | ----------------------- | ----------------------- | ----------------------- | ----- | ----- | ------ |
| C. A. Lanús Argentina           | 1ª            | 2007-08       | 24    | 2     | 1      | —                | —                | —                | 7                       | 0                       | 0                       | 31    | 2     | 1      |
| C. A. Lanús Argentina           | 1ª            | 2008-09       | 32    | 1     | 1      | —                | —                | —                | 5                       | 1                       | 0                       | 37    | 2     | 1      |
| C. A. Lanús Argentina           | 1ª            | 2009          | 3     | 0     | 1      | —                | —                | —                | —                       | —                       | —                       | 3     | 0     | 1      |
| C. A. Lanús Argentina           | 1ª            | 2011          | 11    | 0     | 0      | —                | —                | —                | —                       | —                       | —                       | 11    | 0     | 0      |
| C. A. Lanús Argentina           | 1ª            | 2011-12       | 15    | 1     | 2      | 1                | 0                | 0                | 6                       | 1                       | 0                       | 22    | 2     | 2      |
| C. A. Lanús Argentina           | 1ª            | 2012-13       | 27    | 1     | 1      | —                | —                | —                | —                       | —                       | —                       | 27    | 1     | 1      |
| C. A. Lanús Argentina           | 1ª            | 2013-14       | 33    | 3     | 2      | 1                | 0                | 0                | 20                      | 2                       | 2                       | 54    | 5     | 4      |
| C. A. Lanús Argentina           | 1ª            | 2014          | 16    | 2     | 1      | —                | —                | —                | 4                       | 0                       | 1                       | 20    | 2     | 2      |
| C. A. Lanús Argentina           | Total club    | Total club    | 161   | 10    | 9      | 2                | 0                | 0                | 42                      | 4                       | 3                       | 205   | 14    | 12     |
| C. A. Rosario Central Argentina | 2ª            | 2010          | 12    | 1     | 0      | —                | —                | —                | —                       | —                       | —                       | 12    | 1     | 0      |
| C. A. Rosario Central Argentina | Total club    | Total club    | 12    | 1     | 0      | 0                | 0                | 0                | 0                       | 0                       | 0                       | 12    | 1     | 0      |
| C. Santos Laguna · México       | 1ª            | 2015          | 22    | 6     | 0      | 5                | 0                | 0                | —                       | —                       | —                       | 27    | 6     | 0      |
| C. Santos Laguna · México       | 1ª            | 2015-16       | 34    | 5     | 3      | —                | —                | —                | 6                       | 1                       | 2                       | 40    | 6     | 5      |
| C. Santos Laguna · México       | Total club    | Total club    | 56    | 11    | 3      | 5                | 0                | 0                | 6                       | 1                       | 2                       | 67    | 12    | 5      |
| Racing Club Argentina           | 1ª            | 2016-17       | 25    | 5     | 4      | 3                | 0                | 0                | 3                       | 0                       | 0                       | 31    | 5     | 4      |
| Racing Club Argentina           | 1ª            | 2017-18       | 18    | 1     | 2      | 2                | 1                | 0                | 7                       | 1                       | 0                       | 27    | 3     | 2      |
| Racing Club Argentina           | 1ª            | 2019-20       | 7     | 2     | 0      | —                | —                | —                | —                       | —                       | —                       | 7     | 2     | 0      |
| Racing Club Argentina           | Total club    | Total club    | 50    | 8     | 6      | 5                | 1                | 0                | 10                      | 1                       | 0                       | 65    | 10    | 6      |
| C. Tijuana · México             | 1ª            | 2018-19       | 25    | 1     | 0      | 9                | 0                | 0                | —                       | —                       | —                       | 34    | 1     | 0      |
| C. Tijuana · México             | Total club    | Total club    | 25    | 1     | 0      | 9                | 0                | 0                | 0                       | 0                       | 0                       | 34    | 1     | 0      |
| C. A. Boca Juniors Argentina    | 1ª            | 2020-21       | —     | —     | —      | 8                | 1                | 1                | 3                       | 0                       | 0                       | 11    | 1     | 1      |
| C. A. Boca Juniors Argentina    | 1ª            | 2021-22       | 13    | 2     | 1      | 10               | 0                | 0                | 2                       | 0                       | 0                       | 25    | 2     | 1      |
| C. A. Boca Juniors Argentina    | 1ª            | 2022-23       | 2     | 0     | 0      | 1                | 0                | 0                | —                       | —                       | —                       | 3     | 0     | 0      |
| C. A. Boca Juniors Argentina    | 1ª            | 2023-24       | 3     | 0     | 0      | 2                | 0                | 0                | —                       | —                       | —                       | 5     | 0     | 0      |
| C. A. Boca Juniors Argentina    | Total club    | Total club    | 18    | 2     | 1      | 21               | 1                | 1                | 5                       | 0                       | 0                       | 44    | 3     | 2      |
| Unión Española · Chile          | 1.ª           | 2024          | 0     | 0     | 0      | 0                | 0                | 0                | —                       | —                       | —                       | 0     | 0     | 0      |
| Unión Española · Chile          | Total club    | Total club    | 0     | 0     | 0      | 0                | 0                | 0                | 0                       | 0                       | 0                       | 0     | 0     | 0      |
| Total club                      | Total club    | Total club    | 0     | 0     | 0      | 0                | 0                | 0                | 0                       | 0                       | 0                       | 0     | 0     | 0      |
| San Martín (SJ) Argentina       | 1ª            | 2025          | 20    | 0     | 0      | 0                | 0                | 0                | —                       | —                       | —                       | 0     | 0     | 0      |
| San Martín (SJ) Argentina       | Total club    | Total club    | 0     | 0     | 0      | 0                | 0                | 0                | 0                       | 0                       | 0                       | 0     | 0     | 0      |
| Total carrera                   | Total carrera | Total carrera | 322   | 34    | 19     | 42               | 2                | 1                | 63                      | 6                       | 5                       | 427   | 42    | 25     |
| 1. 2. 3.                        |               |               |       |       |        |                  |                  |                  |                         |                         |                         |       |       |        |

## Palmarés

### Campeonatos nacionales
| Título               | Equipo        | País      | Año     |
| -------------------- | ------------- | --------- | ------- |
| Primera División     | Lanús         | Argentina | A-2007  |
| Liga MX              | Santos Laguna | México    | C-2015  |
| Campeón de Campeones | Santos Laguna | México    | 2014/15 |
| Trofeo de Campeones  | Racing Club   | Argentina | 2019    |
| Copa de la Liga      | Boca Juniors  | Argentina | 2020    |
| Copa Argentina       | Boca Juniors  | Argentina | 2019-20 |
| Copa de la Liga      | Boca Juniors  | Argentina | 2022    |
| Primera División     | Boca Juniors  | Argentina | 2022    |
| Supercopa Argentina  | Boca Juniors  | Argentina | 2022    |

### Campeonatos internacionales
| Título            | Equipo | Sede            | Año  |
| ----------------- | ------ | --------------- | ---- |
| Copa Sudamericana | Lanús  | América del Sur | 2013 |